# Invasion planète Terre
Pour les articles homonymes, voir EFC.
Invasion planète Terre (Earth: Final Conflict ou EFC) est une série télévisée de science-fiction canadienne en 110 épisodes de 42 minutes, créée à partir de notes du scénariste et producteur de télévision américain Gene Roddenberry après son décès, et diffusée entre le 6 octobre 1997 et le 20 mai 2002.

## Synopsis
Au début du XXIe siècle, une race d'extraterrestres appelés les Taelons ou Compagnons arrive sur Terre. Ils offrent aux Terriens des technologies permettant d'endiguer maladies et famines, de régler les problèmes de pollution et de mettre un terme aux conflits. En échange, ils demandent qu'on les laisse vivre sur Terre.
Mais un groupe de Terriens qui doute de la bienveillance des Taelons organise un mouvement de résistance afin de démasquer leurs véritables intentions.
On découvre alors un lien entre les deux espèces et on comprend peu à peu que chacune va avoir besoin de l'autre pour survivre.

## Distribution

### Personnages principaux
- Kevin Kilner (VF : Patrick Borg) : William Boone (saison 1, récurrent saison 5)
- Lisa Howard (VF : Julie Dumas) : Lili Marquette (saisons 1 et 2, récurrente saisons 3 et 4)
- Von Flores (en) (VF : Bernard Bollet) : Ronald Sandoval
- David Hemblen (en) (VF : François Siener) : Jonathan Doors (saisons 1 à 3, récurrent saison 4)
- Richard Chevolleau (en) (VF : Éric Aubrahn) : Marcus « Augur » Deveraux (saisons 1 à 4)
- Leni Parker (VF : Tanguy Goasdoué) : Da'an (saisons 1 à 4)
- Robert Leeshock (VF : Bruno Choël) : Liam Kincaid (saisons 2 à 4, récurrent saison 5)
- Anita La Selva (de) (VF : Gérard Malabat) : Zo'or (saisons 2 à 4, récurrente saisons 1 et 5)
- Jayne Heitmeyer (VF : Laurence Dourlens) : Renee Palmer (saisons 3 à 5)
- Melinda Deines (de) : Juliet Street (saisons 4 et 5)
- Guylaine St-Onge : Juda (saison 5)
- Alan Van Sprang : Howlyn (saison 5)

### Personnages récurrents
- Majel Barrett (VF : Sylvie Genty) : Dr Julianne Belman (saisons 1 à 3, 14 épisodes)
- Kari Matchett (VF : Marjorie Frantz) : Siobhan Beckett (saisons 1 et 2, 9 épisodes)
- William deVry (en) (VF : Emmanuel Curtil) : Joshua Doors (saisons 1 à 4, 10 épisodes)
- Frank Moore (en) (VF : Stefan Godin) : Hubble Urich (saisons 3 à 5, 27 épisodes)
- Richard Zeppieri : Frank Tate (saisons 3 à 5, 20 épisodes)

- Version française
  - Société de doublage : Alter Ego[1]
  - Direction artistique : François Dunoyer[1]
  - Adaptation des dialogues : Annie Giraud et Bruno Chevillard[1]

Source VF : Doublage Séries Database

## Épisodes

### Première saison (1997-1998)
1. La Vie selon Da'an (Decision)
2. La Vérité (Truth)
3. Miracle (Miracle)
4. Avatar (Avatar)
5. Passion virtuelle (Old Flame)
6. Papillon vole (Float Like a Butterfly)
7. Résurrection (Resurrection)
8. La Face cachée de la lune (Horizon Zero)
9. Le Rêve du scorpion (Scorpion's Dream)
10. Vivre libre ou mourir (Live Free or Die)
11. Le Retour de l'épouvantail (The Scarecrow Returns)
12. Sandoval s'est échappé (Sandoval's Run)
13. Le secret de Strandhill (The Secret of Strandhill)
14. La Boîte de Pandore (Pandora's Box)
15. Télépathiquement vôtre (If You Could Read My Mind)
16. Le Talon d'Achille (The Wrath of Achilles)
17. Le Piège (The Devil You Know)
18. L'Ordre et la loi (Law and Order)
19. Voyage interdimensionnel (Through the Looking Glass)
20. Contagion (Infection)
21. La Destruction de la sonde (Destruction)
22. L'Alliance (The Joining)

### Deuxième saison (1998-1999)
1. L'Enfant de l'alliance (First of Its Kind)
2. L'Atavus (Atavus)
3. Un voyage dans le temps (A Stitch in Time)
4. Interdimension (Dimensions)
5. Un alter ego (Moonscape)
6. Coma (Sleepers)
7. Le Passage (Fissures)
8. Rédemption (Redemption)
9. Entre enfer et paradis[2] (Between Heaven and Hell)
10. Fusion (Isabel)
11. Frères ennemis (Gauntlet)
12. Programme top-secret (One Man's Castle)
13. La Fontaine de jouvence (Second Chances)
14. Vengeance (Payback)
15. Le Feu du ciel (Friendly Fire)
16. Les Volontaires (Volunteers)
17. Matière stupéfiante (Bliss)
18. Détournement (Hijacked)
19. Énergie partagée (Defectors)
20. Les Foudres célestes (Heroes and Heartbreak)
21. Le Messager jaridien (Message in a Bottle)
22. Tirs croisés (Crossfire)

### Troisième saison (1999-2000)
1. Changement de cap (Crackdown)
2. Disparus (The Vanished)
3. Émancipation (Emancipation)
4. Déjà vu (Deja Vu)
5. Les Trésors du passé (The Once and Future World)
6. La Voix du sang (Thicker than Blood)
7. Un coin de paradis (A Little Bit of Heaven)
8. Le Pad'Ar (Pad'Ar)
9. Les Souvenirs de Lili (In Memory)
10. Le Cloître (The Cloister)
11. Interview (Interview)
12. Ménage tes ennemis (Keep Your Enemies Closer)
13. Subterfuge (Subterfuge)
14. Terre brûlée (Scorched Earth)
15. Reliques mortelles (Sanctuary)
16. Instinct de survie (Through Your Eyes)
17. Bombe à retardement (Time Bomb)
18. Les Prairies (The Fields)
19. Apparition (Apparition)
20. Numéro un, avenue taelon (One Taelon Avenue)
21. Le Message de Ma'el (Abduction)
22. Le Sacrifice (Arrival)

### Quatrième saison (2000-2001)
1. La Forge de la création (The Forge of Creation)
2. Les Péchés du père (The Sins of the Father)
3. Premier souffle (First Breath)
4. Dans les limbes (Limbo)
5. Eldorado (Motherlode)
6. Pas de prisonnier (Take No Prisoners)
7. Seconde vague (Second Wave)
8. Émotions (Essence)
9. Compagnon fantôme (Phantom Companion)
10. Harceleur de rêves (Dream Stalker)
11. Génération perdue (Lost Generation)
12. Le Sommet (The Summit)
13. Matière sombre (Dark Matter)
14. Les Clés du royaume (Keys to the Kingdom)
15. Street en cavale (Street Chase)
16. Piégés par le temps (Trapped by Time)
17. Le Grand pardon (Atonement)
18. Liens du sang (Blood Ties)
19. Cœurs et raisons (Hearts and Minds)
20. Épiphanie (Epiphany)
21. Sombres horizons (Dark Horizons)
22. Point de non retour (Point of No Return)

### Cinquième saison (2001-2002)
1. Exhumation (UnEarthed)
2. Paria (Pariahs)
3. La Séduction (The Seduction)
4. Souterrain (Subterra)
5. Le réveil de Boone (Boone's Awakening)
6. Mise hors service (Termination)
7. Sentiment de culpabilité (Guilty Conscience)
8. L'assassin de Boone (Boone's Assassin)
9. Mignonne Allons voir si la rose (EnTombed)
10. Hérédité (Legacy)
11. Hôtel Arizona (Death Suite)
12. Atavus Academy (Atavus High)
13. Sommeil profond (Deep Sleep)
14. Mauvaise herbe (The Art of War)
15. Le Tombeau maudit (Grave Danger)
16. Solution finale (Deportation)
17. Honneur et devoir (Honour and Duty)
18. Le Gène déviant (Bad Genes)
19. Subversion (Subversion)
20. Street et ses Roméos (Street Wise)
21. Le Voyage (The Journey)
22. Le Combat final (Final Conflict)

## Projet
Cette série a été imaginée dans les années 1970 par Gene Roddenberry qui, trop occupé par Star Trek, n'a pas mené son projet à son terme. C'est une vingtaine d'années plus tard que sa veuve, Majel Barrett, a relancé le projet et l'a porté à l'écran.

## Diffusion
La série a été diffusée en syndication aux États-Unis. Au Canada, les deux premières saisons ont été diffusées sur le réseau CTV, puis a été récupéré par CHUM Limited en 1999 pour être diffusé sur les stations NewNet.
En France, la série a été diffusée à partir du 29 juin 1998 sur Canal+, et au Québec à partir de février 2000 sur Ztélé.